# Nik Škrlec
Nik Škrlec, slovenski dramski igralec in televizijski voditelj, 21. februar 1992, Brestanica. 

## Življenjepis
Diplomiral je na Akademiji za gledališče, radio, film in televizijo v Ljubljani – smer Dramska igra. Od leta 2016 je član ansambla SNG Drama Ljubljana, uveljavlja pa se tudi v drugih gledališčih. Istega leta je postal voditelj kviza Male sive celice na Televiziji Slovenija, ki ga je vodil do leta 2021. Z oktobrom 2019 je postal igralec na svobodi. 
V letih 2019–2023 je bil sovoditelj izobraževalno-pogovorne mladinske oddaje Krompir (prej Počitniški krompir in Sobotni krompir). Od marca do maja 2020 je zaradi razmer, povezanih z izbruhom virusa covid-19, skupaj z Niko Rozman ustvarjal dnevno oddajo Izodrom, ki je bila namenjena otrokom v času šolanja na daljavo.Ima Youtube kanal, ki uspešno raste, nanj objavlija rubikaške, morske in druge podvige.
Leta 2023 je z začetkom 7. sezone začel igrati v seriji Ja, Chef!. 

## Zanimivosti
Svoj uspeh pomnjenja 3141 decimalk števila pi je uprizarjal v večkrat nagrajeni avtorski predstavi Naj gre vse v π ali kako sem si zapomnil 3141 decimalk.
V svojem prostem času sestavlja rubikovo kocko in v tem tudi tekmuje.
Leta 2022 je začel nastopati po Sloveniji z novo avtorsko predstavo Zdrava pamet.

## Nagrade

### Gledališko ustvarjanje
| Leto | Nagrada                                                                     | Festival/podelitev            | Stvaritev                                              |
| ---- | --------------------------------------------------------------------------- | ----------------------------- | ------------------------------------------------------ |
| 2016 | Akademijska Prešernova nagrada                                              |                               | Naj gre vse v π ali kako sem si zapomnil 3141 decimalk |
| 2016 | Nagrada Sklada Staneta Severja za igralske stvaritve študentov dramske igre | Severjeva nagrada             | Naj gre vse v π ali kako sem si zapomnil 3141 decimalk |
| 2017 | Nagrada občinstva 47. Teden slovenske drame                                 | Teden slovenske drame, Kranj  | Naj gre vse v π ali kako sem si zapomnil 3141 decimalk |
| 2017 | Borštnikova nagrada za mladega igralca                                      | Borštnikovo srečanje, Maribor | Nemoč                                                  |

### Televizijsko ustvarjanje
| Leto | Nagrada                                    | Festival/podelitev |
| ---- | ------------------------------------------ | ------------------ |
| 2017 | Viktor za najobetavnejšo medijsko osebnost | Viktorji 2016      |